# Marco Laping
Marco Laping (* 14. Februar 1978 in Bad Dürkheim) ist ein ehemaliger deutscher Fußballspieler und heutiger Trainer.

## Karriere

### Als Spieler
Marco Laping, der aus der Jugend des 1. FC 08 Haßloch stammt, spielte von 1998 bis 2000 beim Oberligisten FK Pirmasens und gewann dort den Südwestpokal. Anschließend wechselte er zum 1. FC Saarbrücken in die 2. Bundesliga. Für die Saarländer absolvierte er insgesamt 93 Spiele, davon 42 Zweitligapartien und gewann zwei Mal den Saarlandpokal. Im Sommer 2007 ging er dann weiter zum damaligen Oberligisten SV Waldhof Mannheim. Beim heutigen Drittligisten hatte er einen Vertrag bis 2011, der am 30. November 2010 aufgrund von Meinungsverschiedenheiten mit dem Trainer aufgelöst wurde. Zur Rückrunde 2010/11 wurde Marco Laping noch spielender Co-Trainer bei Arminia Ludwigshafen und beendete anschließend seine aktive Karriere.

### Als Trainer
In seiner Trainerlaufbahn arbeite Lanig bisher im Nachwuchs des 1. FC Kaiserslautern sowie mehrmals als Trainer von Arminia Ludwigshafen.

## Erfolge
- Südwestpokalsieger: 1999
- Saarlandpokalsieger: 2002, 2004